# 1847 au Canada
Pour un article plus général, voir Chronologie du Canada.
Cet article traite des événements qui se sont produits durant l'année 1847 au Canada.

## Événements

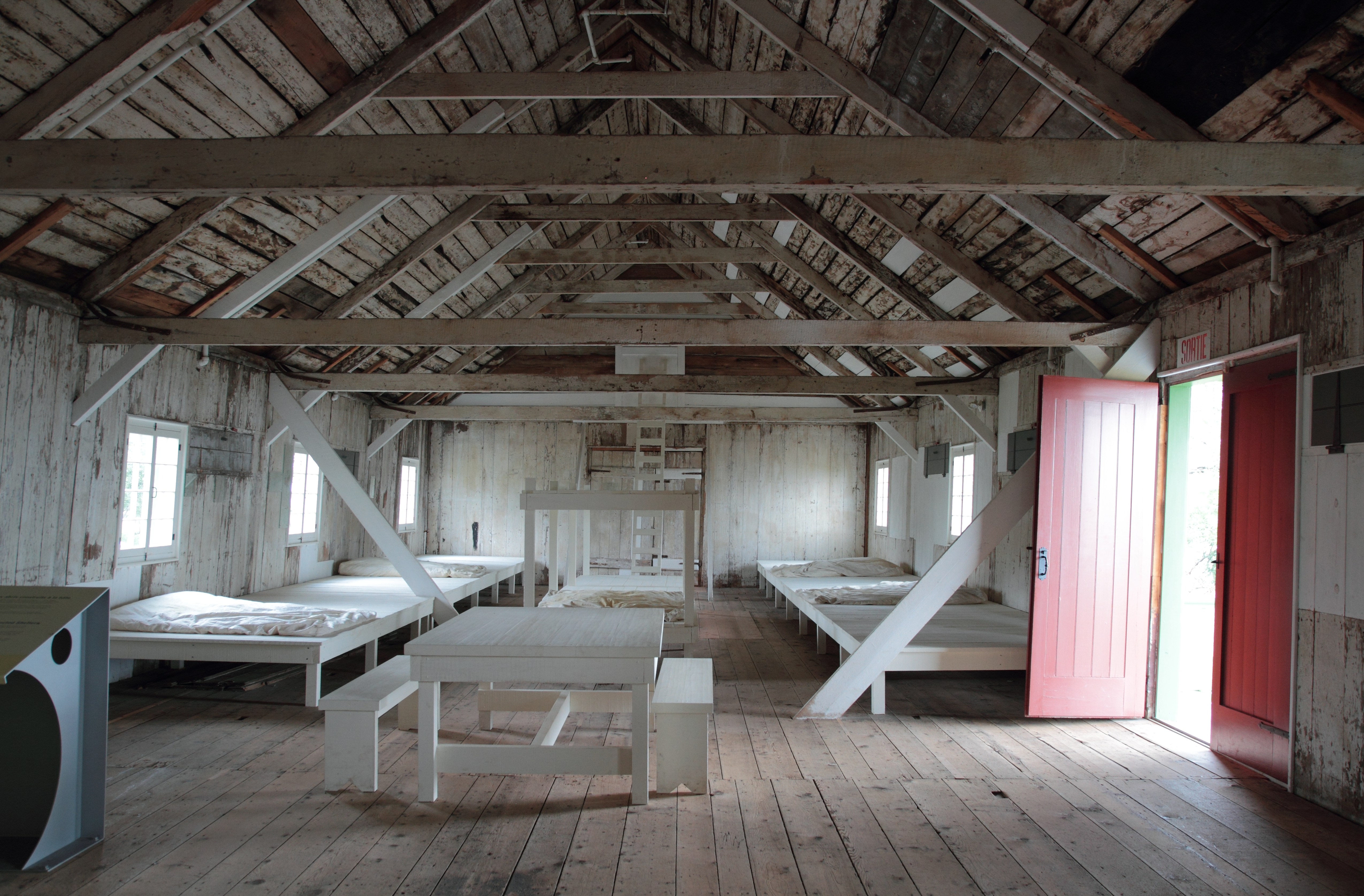
Intérieur du Lazaret de Grosse Ile

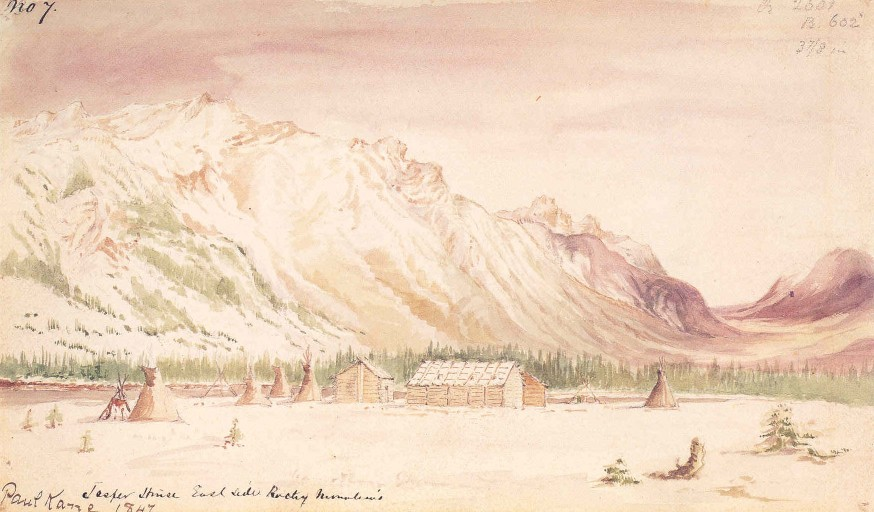
Jasper House peint par Paul Kane en 1847

- 30 janvier : le libéral Lord Elgin est nommé gouverneur général du Canada (fin en 1854).
- 17 mars : inauguration et première messe à la Basilique Saint-Patrick de Montréal.
- 28 avril : Naufrage du navire Carrick en Gaspésie qui transportait plusieurs irlandais fuyant la famine en leur pays.
- 1er octobre : fermeture de la quarantaine de Grosse Isle, à la frontière canadienne. 10 000 émigrants irlandais y auraient péri de maladie.
- Arrivée des Clercs de Saint-Viateur au Canada qui prennent la gestion du collège de Joliette.
- Joseph Painchaud contribue à implanter la Société Saint-Vincent-de-Paul à Québec.
- La Congrégation de Sainte-Croix s'implante à Montréal.
- Mise en place de la 18e assemblée générale de la Nouvelle-Écosse (en).

### Exploration de l'Arctique
- L'Expédition Franklin tourne à la catastrophe. John Franklin meurt. James Fitzjames et Francis Crozier prennent le commandement. L'équipage passe l'hiver sur l'Île du Roi-Guillaume.

## Culture
- L'écrivain américain Henry Longfellow écrit le poème Evangéline sur la déportation des acadiens.

## Naissances
- 30 juillet - Philippe-Honoré Roy (journaliste et politicien)  († 17 décembre 1910)
- 11 novembre - Emma Lajeunesse (chanteuse) († 3 avril 1930)
- 16 novembre - Edmund James Flynn (politicien, ancien Premier Ministre du Québec) († 7 juin 1927)

## Décès
- 11 juin : John Franklin, explorateur de l'Arctique.